# Giuseppe Pelosi
Giuseppe Pelosi (Rome, 28 juni 1958 – Rome, 20 juli 2017), een Italiaan die destijds de bijnaam Pino la rana (Pino de Kikker) droeg, was de enige persoon die veroordeeld is voor de moord op de Italiaanse filmregisseur en schrijver Pier Paolo Pasolini. Deze moord vond plaats in de nacht van 1 op 2 november 1975, op het strand van de badplaats Ostia.
Pelosi werd enkele uren na  de moord aangetroffen in de auto van Pasolini, een Alfa Romeo Giulia GT 2000. Hij reed ermee over de boulevard in Ostia, dicht bij de plaats waar het deerlijk verminkte lijk van Pasolini zou worden aangetroffen. Hij bekende Pasolini in zijn eentje te hebben vermoord en werd daarvoor op 26 april 1979 in hoogste instantie veroordeeld tot 9½ jaar gevangenisstraf.
Dertig jaar na de moord trok Pelosi zijn bekentenis in en vertelde toen op de RAI-televisie dat de moord was gepleegd door drie hem onbekende personen. Hij zou de moord bekend hebben uit angst voor dreigementen, die tegen hem en zijn ouders waren geuit door een van de drie echte moordenaars. De ouders van Pelosi waren inmiddels door natuurlijke oorzaken overleden en nu – aldus Pelosi – voelde hij zich pas vrij om de ware toedracht te vertellen. Begin 2011 schreef hij het boek 'Ik weet… hoe ze Pasolini hebben vermoord'. Een van de vele pogingen om zijn naam drie decennia na de moord nog te zuiveren. In dit boekje vertelt hij het verhaal van zijn ontmoeting met Pasolini, het enige verhaal van het leven van Pino Pelosi, maar het politieonderzoek naar de moord op Pasolini leidde uiteindelijk nergens heen.
Pelosi overleed op 59-jarige leeftijd aan longkanker in een ziekenhuis in Rome.